# Saint-Chabrais
Saint-Chabrais är en kommun i departementet Creuse i regionen Nouvelle-Aquitaine i de centrala delarna av Frankrike. Kommunen ligger i kantonen Chénérailles som tillhör arrondissementet Aubusson. År 2022 hade Saint-Chabrais 317 invånare.

## Befolkningsutveckling
Antalet invånare i kommunen Saint-Chabrais
Referens:INSEE